# NASCAR Busch Series 2007

Logo der Busch Series

Die NASCAR-Busch-Series-Saison 2007 begann am 17. Februar auf dem Daytona International Speedway mit dem Orbitz 300 und endete am 17. November mit dem Ford 300 auf dem Homestead-Miami Speedway.

## Teilnehmer

### Ganzjahres-Teilnehmer
Diese Autos werden voraussichtlich an allen 35 Busch Series-Rennen teilnehmen.
| Nummer | Fahrer                                                                | Sponsor(en)                                                                       | Automarke | Team                             |
| ------ | --------------------------------------------------------------------- | --------------------------------------------------------------------------------- | --------- | -------------------------------- |
| 0      | Eric McClure                                                          | Hefty                                                                             | Chevrolet | D.D.L. Motorsports               |
| 1      | J. J. Yeley                                                           | Miccosukee Resort & Gaming                                                        | Chevrolet | Phoenix Racing                   |
| 4      | Regan Smith / Kraig Kinser (R)                                        | Ginn Clubs & Resorts                                                              | Chevrolet | Ginn Racing                      |
| 5      | Kyle Busch / Mark Martin / Adrián Fernández                           | Lowe’s                                                                            | Chevrolet | Hendrick Motorsports             |
| 6      | David Ragan (R)                                                       | Discount Tire                                                                     | Ford      | Roush Fenway Racing              |
| 7      | Mike Wallace                                                          | Geico                                                                             | Chevrolet | Phoenix Racing                   |
| 9      | Kasey Kahne / Scott Riggs / Elliot Sadler / Boris Said / Chase Miller | Unilever                                                                          | Dodge     | Evernham Motorsports             |
| 10     | Dave Blaney                                                           | Freedom Roads / Camping World / Fan1st.com / ABF U-Pack Moving                    | Toyota    | Braun Racing                     |
| 14     | Kyle Krisiloff                                                        | Eli Lilly and Company / Walgreen’s / Clabber Girl                                 | Ford      | Haas-Carter Motorsports          |
| 16     | Todd Kluever / Greg Biffle                                            | 3M                                                                                | Ford      | Roush Fenway Racing              |
| 18     | Tony Stewart / Aric Almirola / Brad Coleman (R) / Kevin Conway        | ConAgra Foods / Goody’s Powder / Carino’s Italian Grill / Z-Line Designs          | Chevrolet | Joe Gibbs Racing                 |
| 20     | Denny Hamlin / Aric Almirola                                          | Rockwell Automation / Z-Line Designs / FedEx                                      | Chevrolet | Joe Gibbs Racing                 |
| 21     | Kevin Harvick / Timothy Peters (R) / Tim McCreadie                    | Autozone                                                                          | Chevrolet | Richard Childress Racing         |
| 22     | David Stremme / Mike Bliss / Carlos Contreras                         | Supercuts / Family Dollar                                                         | Dodge     | Fitz Motorsports                 |
| 23     | Brad Keselowski (R)                                                   | Oklahoma Centennial                                                               | Chevrolet | Keith Coleman Racing             |
| 24     | Casey Mears / Landon Cassill                                          | U.S. National Guard                                                               | Chevrolet | Hendrick Motorsports             |
| 25     | David Gilliland / Richard Johns                                       | freecreditreport.com                                                              | Ford      | Team Rensi Motorsports           |
| 27     | Ward Burton / Jason Keller / Bobby East                               | Kleenex                                                                           | Ford      | Brewco Motorsports               |
| 28     | Robert Richardson (R) / Jeff Green / Johnny Sauter                    | Checkers / Rally’s / United States Border Patrol                                  | Chevrolet | Jay Robinson Racing              |
| 29     | Jeff Burton / Scott Wimmer                                            | Holiday Inn                                                                       | Chevrolet | Richard Childress Racing         |
| 33     | Cale Gale (R) / Kevin Harvick / Tony Stewart / Tony Raines            | Dollar General / Old Spice / RoadLoans.com                                        | Chevrolet | Kevin Harvick Incorporated       |
| 34     | Jay Sauter                                                            |                                                                                   | Chevrolet | Frank Cicci Racing               |
| 35     | Bobby Hamilton jr.                                                    | McDonald’s                                                                        | Ford      | Team Rensi Motorsports           |
| 36     | Brent Sherman                                                         | Big Lots                                                                          | Chevrolet | McGill Motorsports               |
| 37     | Greg Biffle / Jamie McMurray / Bobby East / John Graham               | Cub Cadet / Yard-Man / Kickbutt Energy Drink                                      | Ford      | Brewco Motorsports               |
| 38     | Jason Leffler                                                         | Great Clips                                                                       | Toyota    | Braun Racing                     |
| 41     | Reed Sorenson / David Stremme / Bryan Clauson                         | Wrigley / Memorex                                                                 | Dodge     | Chip Ganassi Racing              |
| 42     | Juan Pablo Montoya / Kevin Hamlin                                     | Texaco Havoline                                                                   | Dodge     | Chip Ganassi Racing              |
| 47     | Jon Wood / Kelly Bires                                                | Clorox and Armor All                                                              | Ford      | Wood Brothers/JTG Racing         |
| 59     | Marcos Ambrose (R)                                                    | Kingsford / Aussie Vineyards                                                      | Ford      | Wood Brothers/JTG Racing         |
| 60     | Carl Edwards                                                          | Miracle-Gro / Scotts / World Financial Group / Dish Network / Aflac / Sharp Aquos | Ford      | Roush Fenway Racing              |
| 66     | Steve Wallace                                                         | HomeLife Communities                                                              | Dodge     | Rusty Wallace, Inc.              |
| 77     | Kertus Davis / Kevin Harvick / Bobby Labonte                          | Dollar General                                                                    | Chevrolet | Kevin Harvick Incorporated       |
| 88     | Shane Huffman / Brad Keselowski / Andy Pilgrim                        | U.S. Navy                                                                         | Chevrolet | JR Motorsports                   |
| 90     | Stephen Leicht                                                        | Citifinancial                                                                     | Ford      | Yates/Newman/Haas/Lanigan Racing |
| 99     | David Reutimann                                                       | Aaron’s / XM Satellite Radio                                                      | Toyota    | Michael Waltrip Racing           |

(R) = Rookie (Neuling)
- Fett markierte Fahrer wurden wegen nicht ausreichender Leistungen im Laufe der Saison durch andere ersetzt. Jon Wood musste das Auto aufgrund einer Krankheit verlassen.

### Rookie of the Year Wertung nach 32 von 35 Rennen (Stand: 2. November 2007)
1. David Ragan (#6) – 232 Punkte
2. Marcos Ambrose (#59) – 201 Punkte
3. Kyle Krisiloff (#14) – 178 Punkte
4. Brad Keselowski (#88) – 170 Punkte
5. Juan Pablo Montoya (#42) – 165 Punkte
6. Brad Coleman (#18) – 163 Punkte
7. Robert Richardson (#28) – 107 Punkte
8. Justin Diercks (#??) – 51 Punkte

Für Infos zum Punktesystem der Rookie-Wertung siehe NASCAR Rookie of the Year Award.

## Rennen

### Rennkalender
| Datum              | Rennstrecke                           | Event                                  | Pole-Position      | Sieger             |
| ------------------ | ------------------------------------- | -------------------------------------- | ------------------ | ------------------ |
| 17. Februar 2007   | Daytona International Speedway        | Orbitz 300                             | Aric Almirola      | Kevin Harvick      |
| 24. Februar 2007   | California Speedway                   | Stater Brothers 300                    | Dave Blaney        | Matt Kenseth       |
| 4. März 2007       | Autódromo Hermanos Rodríguez          | Telcel Motorola México 200             | Scott Pruett       | Juan Pablo Montoya |
| 10. März 2007      | Las Vegas Motor Speedway              | Sam’s Town 300                         | Kevin Harvick      | Jeff Burton        |
| 17. März 2007      | Atlanta Motor Speedway                | Nicorette 300                          | Kyle Busch         | Jeff Burton        |
| 24. März 2007      | Bristol Motor Speedway                | Sharpie Mini 300                       | Steve Wallace      | Carl Edwards       |
| 7. April 2007      | Nashville Superspeedway               | Pepsi 300                              | David Stremme      | Carl Edwards       |
| 14. April 2007     | Texas Motor Speedway                  | O’Reilly 300                           | David Ragan        | Matt Kenseth       |
| 20. April 2007     | Phoenix International Raceway         | Bashas’ Supermarkets 200               | Kyle Busch         | Clint Bowyer       |
| 28. April 2007     | Talladega Superspeedway               | Aaron’s 312                            | Brad Coleman       | Bobby Labonte      |
| 4. Mai 2007        | Richmond International Raceway        | Circuit City 250 presented by FUNAI    | Denny Hamlin       | Clint Bowyer       |
| 11. Mai 2007       | Darlington Raceway                    | Diamond Hill Plywood 200               | Denny Hamlin       | Denny Hamlin       |
| 26. Mai 2007       | Lowe’s Motor Speedway                 | Carquest Auto Parts 300                | Matt Kenseth       | Kasey Kahne        |
| 2. Juni 2007       | Dover International Speedway          | Dover 200                              | Denny Hamlin       | Carl Edwards       |
| 9. Juni 2007       | Nashville Superspeedway               | Federated Auto Parts 300               | Steve Wallace      | Carl Edwards       |
| 16. Juni 2007      | Kentucky Speedway                     | Meijer 300 presented by Oreo           | Regan Smith        | Stephen Leicht     |
| 23. Juni 2007      | Milwaukee Mile                        | AT&T 250                               | Aric Almirola      | Aric Almirola*     |
| 30. Juni 2007      | New Hampshire International Speedway  | Camping World 200 presented by RVs.com | Kevin Harvick      | Kevin Harvick      |
| 6. Juli 2007       | Daytona International Speedway        | Winn-Dixie 250 presented by PepsiCo    | Jason Leffler      | Kyle Busch         |
| 12. Juli 2007      | Chicagoland Speedway                  | USG Durock 300                         | Denny Hamlin       | Kevin Harvick      |
| 21. Juli 2007      | Gateway International Raceway         | Missouri-Illinois Dodge Dealers 250    | Scott Wimmer       | Reed Sorenson      |
| 28. Juli 2007      | O’Reilly Raceway Park at Indianapolis | Kroger 200                             | Aric Almirola      | Jason Leffler      |
| 4. August 2007     | Circuit Gilles-Villeneuve             | NAPA Auto Parts 200                    | Patrick Carpentier | Kevin Harvick      |
| 11. August 2007    | Watkins Glen International            | Zippo 200                              | Kurt Busch         | Kevin Harvick      |
| 18. August 2007    | Michigan International Speedway       | Carfax 250                             | Greg Biffle        | Denny Hamlin       |
| 24. August 2007    | Bristol Motor Speedway                | Food City 250                          | Jason Leffler      | Kasey Kahne        |
| 1. September 2007  | California Speedway                   | Camping World 300                      | Denny Hamlin       | Jeff Burton        |
| 7. September 2007  | Richmond International Raceway        | Emerson Radio 250                      | Kyle Busch         | Kyle Busch         |
| 22. September 2007 | Dover International Speedway          | RoadLoans.com 200                      | Greg Biffle        | Denny Hamlin       |
| 29. September 2007 | Kansas Speedway                       | Yellow Transportation 300              | Matt Kenseth       | Kyle Busch         |
| 12. Oktober 2007   | Lowe’s Motor Speedway                 | Dollar General 300                     | Greg Biffle        | Jeff Burton        |
| 27. Oktober 2007   | Memphis Motorsports Park              | Sam’s Town 250                         | Marcos Ambrose     | David Reutimann    |
| 3. November 2007   | Texas Motor Speedway                  | O’Reilly Challenge                     | David Reutimann    | Kevin Harvick      |
| 10. November 2007  | Phoenix International Raceway         | Arizona.Travel 200                     | Clint Bowyer       | Kyle Busch         |
| 17. November 2007  | Homestead-Miami Speedway              | Ford 300                               | David Ragan        | Jeff Burton        |

* = Almirola fuhr nur in der Anfangsphase des Rennens und wurde dann durch Denny Hamlin ersetzt, der das Rennen gewann. Der Sieg wird jedoch für Almirola gewertet, weil er das Auto gestartet hat.

### Orbitz 300 – Daytona Beach, Florida
Das erste Rennen der Saison fand am 17. Februar 2007 auf dem Daytona International Speedway in Daytona Beach, Florida statt.
Fahrer, die sich nicht für das Rennen qualifizierten: Casey Mears (#24), David Stremme (#22), Justin Diercks (#70), J.J. Yeley (#1), Brad Keselowski (#23)
Top 10 Platzierungen:
| Platz | Nr. | Fahrer                | Automarke | Team                       |
| ----- | --- | --------------------- | --------- | -------------------------- |
| 1     | #21 | Kevin Harvick         | Chevrolet | Richard Childress Racing   |
| 2     | #32 | Dave Blaney           | Toyota    | Braun Racing               |
| 3     | #60 | Carl Edwards          | Ford      | Roush Fenway Racing        |
| 4     | #2  | Clint Bowyer          | Chevrolet | Richard Childress Racing   |
| 5     | #06 | Mark Martin           | Ford      | Roush Fenway Racing        |
| 6     | #11 | Martin Truex junior   | Chevrolet | Dale Earnhardt, Inc.       |
| 7     | #8  | Dale Earnhardt junior | Chevrolet | Dale Earnhardt, Inc.       |
| 8     | #33 | Tony Stewart          | Chevrolet | Kevin Harvick Incorporated |
| 9     | #20 | Denny Hamlin          | Chevrolet | Joe Gibbs Racing           |
| 10    | #26 | Greg Biffle           | Ford      | Roush Fenway Racing        |

### Stater Brothers 300 – Fontana, Kalifornien
Das zweite Rennen der Saison fand am 24. Februar 2007 auf dem California Speedway in Fontana, Kalifornien statt. Es nahmen nur 41 Fahrer am Rennen teil, deshalb hatten alle Teilnehmer einen sicheren Startplatz.
Top 10 Platzierungen:
| Platz | Nr. | Fahrer        | Automarke | Team                       |
| ----- | --- | ------------- | --------- | -------------------------- |
| 1     | #17 | Matt Kenseth  | Ford      | Roush Fenway Racing        |
| 2     | #24 | Casey Mears   | Chevrolet | Hendrick Motorsports       |
| 3     | #5  | Kyle Busch    | Chevrolet | Hendrick Motorsports       |
| 4     | #60 | Carl Edwards  | Ford      | Roush Fenway Racing        |
| 5     | #16 | Greg Biffle   | Ford      | Roush Fenway Racing        |
| 6     | #33 | Kevin Harvick | Chevrolet | Kevin Harvick Incorporated |
| 7     | #29 | Jeff Burton   | Chevrolet | Richard Childress Racing   |
| 8     | #20 | Denny Hamlin  | Chevrolet | Joe Gibbs Racing           |
| 9     | #4  | Regan Smith   | Chevrolet | Ginn Racing                |
| 10    | #10 | Dave Blaney   | Toyota    | Braun Racing               |

### Telcel-Motorola Mexiko 200 – Mexiko-Stadt, Mexiko
Das dritte Rennen der Saison fand am 4. März 2007 auf dem Autódromo Hermanos Rodríguez in Mexiko-Stadt, Mexiko statt. Der Kolumbianer Juan Pablo Montoya gewann sein erstes NASCAR-Rennen. Er ist der erste Fahrer südamerikanischer Herkunft, der dies schaffte. Allerdings fiel er unangenehm auf, weil er wenige Runden vor Schluss seinen Teamkollegen Scott Pruett (#41) mit einem aggressiven Fahrmanöver umdrehte und so die Führung erlangte.
Top 10 Platzierungen:
| Platz | Nr. | Fahrer             | Automarke | Team                     |
| ----- | --- | ------------------ | --------- | ------------------------ |
| 1     | #42 | Juan Pablo Montoya | Dodge     | Chip Ganassi Racing      |
| 2     | #20 | Denny Hamlin       | Chevrolet | Joe Gibbs Racing         |
| 3     | #9  | Boris Said         | Dodge     | Evernham Motorsports     |
| 4     | #60 | Carl Edwards       | Ford      | Roush Fenway Racing      |
| 5     | #41 | Scott Pruett       | Dodge     | Chip Ganassi Racing      |
| 6     | #38 | Jason Leffler      | Toyota    | Braun Racing             |
| 7     | #27 | Jorge Goeters      | Ford      | Brewco Motorsports       |
| 8     | #59 | Marcos Ambrose (R) | Ford      | Wood Brothers/JTG Racing |
| 9     | #5  | Adrián Fernández   | Chevrolet | Hendrick Motorsports     |
| 10    | #47 | Jon Wood           | Ford      | Wood Brothers/JTG Racing |

### Sam’s Town 300 – Las Vegas, Nevada
Das vierte Rennen der Saison fand am 10. März 2007 auf dem Las Vegas Motor Speedway in Las Vegas, Nevada statt.
Top 10 Platzierungen:
| Platz | Nr. | Fahrer             | Automarke | Team                       |
| ----- | --- | ------------------ | --------- | -------------------------- |
| 1     | #29 | Jeff Burton        | Chevrolet | Richard Childress Racing   |
| 2     | #5  | Kyle Busch         | Chevrolet | Hendrick Motorsports       |
| 3     | #33 | Tony Stewart       | Chevrolet | Kevin Harvick Incorporated |
| 4     | #12 | Kurt Busch         | Dodge     | Penske Racing South        |
| 5     | #22 | David Stremme      | Dodge     | Fitz Motorsports           |
| 6     | #60 | Carl Edwards       | Ford      | Roush Fenway Racing        |
| 7     | #21 | Kevin Harvick      | Chevrolet | Richard Childress Racing   |
| 8     | #77 | Bobby Labonte      | Chevrolet | Kevin Harvick Incorporated |
| 9     | #88 | Shane Huffman      | Chevrolet | JR Motorsports             |
| 10    | #59 | Marcos Ambrose (R) | Ford      | Wood Brothers/JTG Racing   |

### Nicorette 300 – Atlanta, Georgia
Das fünfte Rennen der Saison fand am 17. März 2007 auf dem Atlanta Motor Speedway in Hampton, Georgia statt. Der Rookie Juan Pablo Montoya schaffte auf einem Oval zum ersten Mal in die Top 10. Jeff Burton gewann sein zweites Saisonrennen.
Fahrer, der sich nicht für das Rennen qualifizierte: Jay Sauter (#34)
Top 10 Platzierungen:
| Platz | Nr. | Fahrer             | Automarke | Team                     |
| ----- | --- | ------------------ | --------- | ------------------------ |
| 1     | #29 | Jeff Burton        | Chevrolet | Richard Childress Racing |
| 2     | #21 | Kevin Harvick      | Chevrolet | Richard Childress Racing |
| 3     | #5  | Kyle Busch         | Chevrolet | Hendrick Motorsports     |
| 4     | #60 | Carl Edwards       | Ford      | Roush Fenway Racing      |
| 5     | #24 | Casey Mears        | Chevrolet | Hendrick Motorsports     |
| 6     | #2  | Clint Bowyer       | Chevrolet | Richard Childress Racing |
| 7     | #9  | Kasey Kahne        | Dodge     | Evernham Motorsports     |
| 8     | #42 | Juan Pablo Montoya | Dodge     | Chip Ganassi Racing      |
| 9     | #17 | Matt Kenseth       | Ford      | Roush Fenway Racing      |
| 10    | #20 | Tony Stewart       | Chevrolet | Joe Gibbs Racing         |

### Sharpie Mini 300 – Bristol, Tennessee
Das sechste Rennen der Saison fand am 24. März 2007 auf dem Bristol Motor Speedway in Bristol, Tennessee statt.
Top 10 Platzierungen
| Platz | Nr. | Fahrer                | Automarke | Team                        |
| ----- | --- | --------------------- | --------- | --------------------------- |
| 1     | 60  | Carl Edwards          | Ford      | Roush Fenway Racing         |
| 2     | 17  | Matt Kenseth          | Ford      | Roush Fenway Racing         |
| 3     | 5   | Kyle Busch            | Chevrolet | Hendrick Motorsports        |
| 4     | 12  | Ryan Newman           | Dodge     | Penske Racing               |
| 5     | 2   | Clint Bowyer          | Chevrolet | Richard Childress Racing    |
| 6     | 8   | Dale Earnhardt junior | Chevrolet | Dale Earnhardt Incorporated |
| 7     | 37  | Greg Biffle           | Chevrolet | Brewco Motorsports          |
| 8     | 33  | Kevin Harvick         | Chevrolet | Kevin Harvick Incorporated  |
| 9     | 29  | Scott Wimmer          | Chevrolet | Richard Childress Racing    |
| 10    | 22  | Mike Bliss            | Dodge     | Fitz Motorsports            |

### Pepsi 300 – Nashville, Tennessee
Das siebte Rennen der Saison fand am 7. April 2007 auf dem Nashville Superspeedway in Nashville, Tennessee statt.
Top 10 Platzierungen
| Platz. | Nr. | Fahrer             | Automarke | Team                     |
| ------ | --- | ------------------ | --------- | ------------------------ |
| 1      | 60  | Carl Edwards       | Ford      | Roush Fenway Racing      |
| 2      | 99  | David Reutimann    | Toyota    | Michael Waltrip Racing   |
| 3      | 10  | Dave Blaney        | Toyota    | Braun Racing             |
| 4      | 38  | Jason Leffler      | Toyota    | Braun Racing             |
| 5      | 4   | Regan Smith        | Chevrolet | Ginn Racing              |
| 6      | 88  | Shane Huffman      | Chevrolet | JR Motorsports           |
| 7      | 29  | Scott Wimmer       | Chevrolet | Richard Childress Racing |
| 8      | 90  | Stephen Leicht     | Ford      | Robert Yates Racing      |
| 9      | 35  | Bobby Hamilton jr. | Ford      | Team Rensi Motorsports   |
| 10     | 22  | Mike Bliss         | Dodge     | Fitz Motorsports         |

### O’Reilly 300 – Fort Worth, Texas
Das achte Rennen der Saison fand am 14. April 2007 auf dem Texas Motor Speedway in Fort Worth, Texas statt.
Fahrer, der sich nicht für das Rennen qualifizierte: Robert Richardson (#80)
Top 10 Platzierungen:
| Platz | Nr. | Fahrer          | Automarke | Team                     |
| ----- | --- | --------------- | --------- | ------------------------ |
| 1     | 17  | Matt Kenseth    | Ford      | Roush Fenway Racing      |
| 2     | 20  | Denny Hamlin    | Chevrolet | Joe Gibbs Racing         |
| 3     | 60  | Carl Edwards    | Ford      | Roush Fenway Racing      |
| 4     | 24  | Casey Mears     | Chevrolet | Hendrick Motorsports     |
| 5     | 6   | David Ragan     | Ford      | Roush Fenway Racing      |
| 6     | 99  | David Reutimann | Toyota    | Michael Waltrip Racing   |
| 7     | 5   | Kyle Busch      | Chevrolet | Hendrick Motorsports     |
| 8     | 12  | Kurt Busch      | Dodge     | Penske Racing            |
| 9     | 15  | Paul Menard     | Chevrolet | Dale Earnhardt Inc.      |
| 10    | 29  | Jeff Burton     | Chevrolet | Richard Childress Racing |

### Bashas’ Supermarkets 200 – Phoenix, Arizona
Das neunte Rennen der Saison fand am 20. April 2007 auf dem Phoenix International Raceway in Phoenix, Arizona statt.
Fahrer, der sich nicht für das Rennen qualifizierte: Brian Pannone (#50)
Top 10 Platzierungen:
| Platz | Nr. | Fahrer        | Automarke | Team                       |
| ----- | --- | ------------- | --------- | -------------------------- |
| 1     | 2   | Clint Bowyer  | Chevrolet | Richard Childress Racing   |
| 2     | 17  | Matt Kenseth  | Ford      | Roush Fenway Racing        |
| 3     | 29  | Jeff Burton   | Chevrolet | Richard Childress Racing   |
| 4     | 20  | Denny Hamlin  | Chevrolet | Joe Gibbs Racing           |
| 5     | 60  | Carl Edwards  | Ford      | Roush Fenway Racing        |
| 6     | 37  | Greg Biffle   | Ford      | Brewco Motorsports         |
| 7     | 24  | Casey Mears   | Chevrolet | Hendrick Motorsports       |
| 8     | 4   | Regan Smith   | Chevrolet | Ginn Racing                |
| 9     | 77  | Kevin Harvick | Chevrolet | Kevin Harvick Incorporated |
| 10    | 10  | Dave Blaney   | Toyota    | Braun Racing               |

### Aaron’s 312 – Talladega, Alabama
Das zehnte Rennen der Saison fand am 28. April 2007 auf dem Talladega Superspeedway in Talladega, Alabama statt.
Top 10 Platzierungen:
| Platz | Nr. | Fahrer             | Automarke | Team                       |
| ----- | --- | ------------------ | --------- | -------------------------- |
| 1     | 77  | Bobby Labonte      | Chevrolet | Kevin Harvick Incorporated |
| 2     | 33  | Tony Stewart       | Chevrolet | Kevin Harvick Incorporated |
| 3     | 24  | Casey Mears        | Chevrolet | Hendrick Motorsports       |
| 4     | 6   | David Ragan        | Ford      | Roush Fenway Racing        |
| 5     | 14  | Kyle Krisiloff     | Ford      | Carl A. Haas Motorsports   |
| 6     | 21  | Kevin Harvick      | Chevrolet | Richard Childress Racing   |
| 7     | 42  | Juan Pablo Montoya | Dodge     | Chip Ganassi Racing        |
| 8     | 27  | Ward Burton        | Ford      | Brewco Motorsports         |
| 9     | 18  | Brad Coleman       | Chevrolet | Joe Gibbs Racing           |
| 10    | 60  | Carl Edwards       | Ford      | Roush Fenway Racing        |

### Circuit City 250 – Richmond, Virginia
Das elfte Rennen der Saison fand am 4. Mai 2007 auf dem Richmond International Raceway in Richmond, Virginia statt.
Fahrer, der sich nicht für das Rennen qualifizierte: Eric McClure
Top 10 Platzierungen:
| Platz | Nr. | Fahrer          | Automarke | Team                       |
| ----- | --- | --------------- | --------- | -------------------------- |
| 1     | 2   | Clint Bowyer    | Chevrolet | Richard Childress Racing   |
| 2     | 17  | Matt Kenseth    | Ford      | Roush Fenway Racing        |
| 3     | 29  | Jeff Burton     | Chevrolet | Richard Childress Racing   |
| 4     | 77  | Kevin Harvick   | Chevrolet | Kevin Harvick Incorporated |
| 5     | 5   | Kyle Busch      | Chevrolet | Hendrick Motorsports       |
| 6     | 16  | Greg Biffle     | Ford      | Roush Fenway Racing        |
| 7     | 24  | Casey Mears     | Chevrolet | Hendrick Motorsports       |
| 8     | 41  | Reed Sorenson   | Dodge     | Chip Ganassi Racing        |
| 9     | 99  | David Reutimann | Toyota    | Michael Waltrip Racing     |
| 10    | 21  | Scott Wimmer    | Chevrolet | Richard Childress Racing   |

### Diamond Hill Plywood 200 – Darlington, South Carolina
Das zwölfte Rennen der Saison fand am 11. Mai 2007 auf dem Darlington Raceway in Darlington, South Carolina statt.
Fahrer, der sich nicht für das Rennen qualifizierte: Kevin Lepage (#52)
Top 10 Platzierungen:
| Platz | Nr. | Fahrer        | Automarke | Team                       |
| ----- | --- | ------------- | --------- | -------------------------- |
| 1     | 20  | Denny Hamlin  | Chevrolet | Joe Gibbs Racing           |
| 2     | 5   | Mark Martin   | Chevrolet | Hendrick Motorsports       |
| 3     | 60  | Carl Edwards  | Ford      | Roush Fenway Racing        |
| 4     | 29  | Jeff Burton   | Chevrolet | Richard Childress Racing   |
| 5     | 2   | Clint Bowyer  | Chevrolet | Richard Childress Racing   |
| 6     | 38  | Jason Leffler | Toyota    | Braun Racing               |
| 7     | 33  | Tony Stewart  | Chevrolet | Kevin Harvick Incorporated |
| 8     | 37  | Greg Biffle   | Ford      | Brewco Motorsports         |
| 9     | 24  | Casey Mears   | Chevrolet | Hendrick Motorsports       |
| 10    | 21  | Kevin Harvick | Chevrolet | Richard Childress Racing   |

### Carquest Auto Parts 300 – Concord, North Carolina
Das 13. Rennen der Saison fand am 26. Mai 2007 auf dem Lowe’s Motor Speedway in Concord, North Carolina statt.
Fahrer, die sich nicht für das Rennen qualifizierten: Eric McClure (#0), Kevin Lepage (#72), Bill Elliott (#32), Blake Feese (#95)
Top 10 Platzierungen:
| Platz | Nr. | Fahrer         | Automarke | Team                     |
| ----- | --- | -------------- | --------- | ------------------------ |
| 1     | 9   | Kasey Kahne    | Dodge     | Evernham Motorsports     |
| 2     | 24  | Casey Mears    | Chevrolet | Hendrick Motorsports     |
| 3     | 2   | Clint Bowyer   | Chevrolet | Richard Childress Racing |
| 4     | 29  | Jeff Burton    | Chevrolet | Richard Childress Racing |
| 5     | 4   | Regan Smith    | Chevrolet | Ginn Racing              |
| 6     | 48  | Jimmie Johnson | Chevrolet | Hendrick Motorsports     |
| 7     | 17  | Matt Kenseth   | Ford      | Roush Fenway Racing      |
| 8     | 5   | Kyle Busch     | Chevrolet | Hendrick Motorsports     |
| 9     | 21  | Scott Wimmer   | Chevrolet | Richard Childress Racing |
| 10    | 90  | Stephen Leicht | Ford      | Robert Yates Racing      |

### Dover 200 – Dover, Delaware
Das 14. Rennen der Saison fand am 2. Juni 2007 auf dem Dover International Speedway in Dover, Delaware statt.
Top 10 Platzierungen:
| Platz | Nr. | Fahrer             | Automarke | Team                       |
| ----- | --- | ------------------ | --------- | -------------------------- |
| 1     | 60  | Carl Edwards       | Ford      | Roush Fenway Racing        |
| 2     | 20  | Denny Hamlin       | Chevrolet | Joe Gibbs Racing           |
| 3     | 21  | Scott Wimmer       | Chevrolet | Richard Childress Racing   |
| 4     | 24  | Casey Mears        | Chevrolet | Hendrick Motorsports       |
| 5     | 17  | Matt Kenseth       | Ford      | Roush Fenway Racing        |
| 6     | 59  | Marcos Ambrose     | Ford      | Wood Brothers/JTG Racing   |
| 7     | 77  | Kevin Harvick      | Chevrolet | Kevin Harvick Incorporated |
| 8     | 33  | Tony Raines        | Chevrolet | Kevin Harvick Incorporated |
| 9     | 22  | Mike Bliss         | Dodge     | Fitz Motorsports           |
| 10    | 35  | Bobby Hamilton jr. | Ford      | Team Rensi Motorsports     |

### Federated Auto Parts 300 – Nashville, Tennessee
Das 15. Rennen der Saison fand am 9. Juni 2007 auf dem Nashville Superspeedway in Nashville, Tennessee statt.
Fahrer, der sich nicht für das Rennen qualifizierte: Justin Ashburn (#05)
Top 10 Platzierungen:
| Platz | Nr. | Fahrer          | Automarke | Team                     |
| ----- | --- | --------------- | --------- | ------------------------ |
| 1     | 60  | Carl Edwards    | Ford      | Roush-Fenway Racing      |
| 2     | 2   | Clint Bowyer    | Chevrolet | Richard Childress Racing |
| 3     | 38  | Jason Leffler   | Toyota    | Braun Racing             |
| 4     | 29  | Scott Wimmer    | Chevrolet | Richard Childress Racing |
| 5     | 4   | Regan Smith     | Chevrolet | Ginn Racing              |
| 6     | 11  | Jason Keller    | Chevrolet | CJM Racing               |
| 7     | 6   | David Ragan     | Ford      | Roush-Fenway Racing      |
| 8     | 16  | Todd Kluever    | Ford      | Roush-Fenway Racing      |
| 9     | 99  | David Reutimann | Toyota    | Michael Waltrip Racing   |
| 10    | 20  | Aric Almirola   | Chevrolet | Joe Gibbs Racing         |

### Meijer 300 – Sparta, Kentucky
Das 16. Rennen der Saison fand am 16. Juni 2007 auf dem Kentucky Speedway in Sparta, Kentucky statt.
Fahrer, der sich nicht für das Rennen qualifizierte: Jerick Johnson (#76)
Top 10 Platzierungen:
| Platz | Nr. | Fahrer         | Automarke | Team                     |
| ----- | --- | -------------- | --------- | ------------------------ |
| 1     | 90  | Stephen Leicht | Ford      | Robert Yates Racing      |
| 2     | 18  | Brad Coleman   | Chevrolet | Joe Gibbs Racing         |
| 3     | 29  | Scott Wimmer   | Chevrolet | Richard Childress Racing |
| 4     | 41  | David Stremme  | Dodge     | Chip Ganassi Racing      |
| 5     | 88  | Shane Huffman  | Chevrolet | JR Motorsports           |
| 6     | 20  | Aric Almirola  | Chevrolet | Joe Gibbs Racing         |
| 7     | 47  | Kelly Bires    | Ford      | Wood Brothers/JTG Racing |
| 8     | 16  | David Ragan    | Ford      | Roush-Fenway Racing      |
| 9     | 22  | Mike Bliss     | Dodge     | Fitz Motorsports         |
| 10    | 37  | Greg Biffle    | Ford      | Brewco Motorsports       |

### AT&T 250 – West Allis, Wisconsin
Das 17. Rennen der Saison fand am 23. Juni 2007 auf der Milwaukee Mile in West Allis, Wisconsin statt.
Fahrer, der sich nicht für das Rennen qualifizierte: Danny Efland (#01)
Top 10 Platzierungen:
| Platz | Nr. | Fahrer          | Automarke | Team                     |
| ----- | --- | --------------- | --------- | ------------------------ |
| 1     | 20  | Aric Almirola   | Chevrolet | Joe Gibbs Racing         |
| 2     | 29  | Scott Wimmer    | Chevrolet | Richard Childress Racing |
| 3     | 38  | Jason Leffler   | Toyota    | Braun Racing             |
| 4     | 18  | Brad Coleman    | Chevrolet | Joe Gibbs Racing         |
| 5     | 27  | Jason Keller    | Ford      | CJM Racing               |
| 6     | 10  | Todd Bodine     | Toyota    | Braun Racing             |
| 7     | 99  | David Reutimann | Toyota    | Michael Waltrip Racing   |
| 8     | 60  | Carl Edwards    | Ford      | Roush Fenway Racing      |
| 9     | 1   | Johnny Benson   | Chevrolet | Phoenix Racing           |
| 10    | 88  | Shane Huffman   | Chevrolet | JR Motorsports           |

### Camping World 200 – Loudon, New Hampshire
Das 18. Rennen der Saison fand am 30. Juni 2007 auf dem New Hampshire International Speedway in Loudon, New Hampshire statt.
Fahrer, der sich nicht für das Rennen qualifizierte: Ian Henderson (#52)
Top 10 Platzierungen:
| Platz | Nr. | Fahrer          | Automarke | Team                       |
| ----- | --- | --------------- | --------- | -------------------------- |
| 1     | 21  | Kevin Harvick   | Chevrolet | Richard Childress Racing   |
| 2     | 60  | Carl Edwards    | Ford      | Roush Fenway Racing        |
| 3     | 17  | Matt Kenseth    | Ford      | Roush Fenway Racing        |
| 4     | 33  | Tony Stewart    | Chevrolet | Kevin Harvick Incorporated |
| 5     | 20  | Denny Hamlin    | Chevrolet | Joe Gibbs Racing           |
| 6     | 2   | Clint Bowyer    | Chevrolet | Richard Childress Racing   |
| 7     | 37  | Greg Biffle     | Ford      | Brewco Motorsports         |
| 8     | 99  | David Reutimann | Toyota    | Michael Waltrip Racing     |
| 9     | 41  | Reed Sorenson   | Dodge     | Chip Ganassi Racing        |
| 10    | 24  | Casey Mears     | Chevrolet | Hendrick Motorsports       |

### Winn-Dixie 250 – Daytona Beach, Florida
Das 19. Rennen der Saison fand am 7. Juli 2007 auf dem Daytona International Speedway in Daytona Beach, Florida statt.
Top 10 Platzierungen:
| Platz | Nr. | Fahrer          | Automarke | Team                     |
| ----- | --- | --------------- | --------- | ------------------------ |
| 1     | 5   | Kyle Busch      | Chevrolet | Hendrick Motorsports     |
| 2     | 21  | Kevin Harvick   | Chevrolet | Richard Childress Racing |
| 3     | 10  | Dave Blaney     | Toyota    | Braun Racing             |
| 4     | 18  | Tony Stewart    | Chevrolet | Joe Gibbs Racing         |
| 5     | 2   | Clint Bowyer    | Chevrolet | Richard Childress Racing |
| 6     | 9   | Kasey Kahne     | Dodge     | Evernham Motorsports     |
| 7     | 41  | Reed Sorenson   | Dodge     | Chip Ganassi Racing      |
| 8     | 24  | Casey Mears     | Chevrolet | Hendrick Motorsports     |
| 9     | 38  | Jason Leffler   | Toyota    | Braun Racing             |
| 10    | 25  | David Gilliland | Ford      | Team Rensi Motorsports   |

### USG Durock 300 – Joliet, Illinois
Das 20. Rennen der Saison fand am 14. Juli 2007 auf dem Chicagoland Speedway in Joliet, Illinois statt.
Fahrer, die sich nicht für das Rennen qualifizierten: Chris Horn (#58), Justin Ashburn (#05)
Top 10 Platzierungen:
| Platz | Nr. | Fahrer         | Automarke | Team                        |
| ----- | --- | -------------- | --------- | --------------------------- |
| 1     | 21  | Kevin Harvick  | Chevrolet | Richard Childress Racing    |
| 2     | 17  | Matt Kenseth   | Ford      | Roush Fenway Racing         |
| 3     | 29  | Jeff Burton    | Chevrolet | Richard Childress Racing    |
| 4     | 2   | Clint Bowyer   | Chevrolet | Richard Childress Racing    |
| 5     | 5   | Kyle Busch     | Chevrolet | Hendrick Motorsports        |
| 6     | 15  | Paul Menard    | Chevrolet | Dale Earnhardt Incorporated |
| 7     | 20  | Denny Hamlin   | Chevrolet | Joe Gibbs Racing            |
| 8     | 33  | Tony Stewart   | Chevrolet | Kevin Harvick Incorporated  |
| 9     | 10  | Dave Blaney    | Toyota    | Braun Racing                |
| 10    | 90  | Stephen Leicht | Ford      | Robert Yates Racing         |

### Gateway 250 – Madison, Illinois
Das 21. Rennen der Saison fand am 21. Juli 2007 auf dem Gateway International Raceway in Madison, Illinois statt.
Fahrer, der sich nicht für das Rennen qualifizierte: Mike Harmon (#44)
Top 10 Platzierungen:
| Platz | Nr. | Fahrer           | Automarke | Team                       |
| ----- | --- | ---------------- | --------- | -------------------------- |
| 1     | 41  | Reed Sorenson    | Dodge     | Chip Ganassi Racing        |
| 2     | 29  | Scott Wimmer     | Chevrolet | Richard Childress Racing   |
| 3     | 99  | David Reutimann  | Toyota    | Michael Waltrip Racing     |
| 4     | 38  | Jason Leffler    | Toyota    | Braun Racing               |
| 5     | 6   | David Ragan      | Ford      | Roush Fenway Racing        |
| 6     | 60  | Carl Edwards     | Ford      | Roush Fenway Racing        |
| 7     | 42  | Kevin Hamlin     | Dodge     | Chip Ganassi Racing        |
| 8     | 77  | Ron Hornaday Jr. | Chevrolet | Kevin Harvick Incorporated |
| 9     | 1   | J. J. Yeley      | Chevrolet | Phoenix Racing             |
| 10    | 03  | Todd Bodine      | Toyota    | Germain Racing             |

### Kroger 200 – Clermont, Indiana
Das 22. Rennen der Saison fand am 28. Juli 2007 auf dem O’Reilly Raceway Park at Indianapolis in Clermont, Indiana statt.
Fahrer, der sich nicht für das Rennen qualifizierte: Mike Potter (#00)
Top 10 Platzierungen:
| Platz | Nr. | Fahrer           | Automarke | Team                       |
| ----- | --- | ---------------- | --------- | -------------------------- |
| 1     | 38  | Jason Leffler    | Toyota    | Braun Racing               |
| 2     | 16  | Greg Biffle      | Ford      | Roush Fenway Racing        |
| 3     | 99  | David Reutimann  | Toyota    | Michael Waltrip Racing     |
| 4     | 60  | Carl Edwards     | Ford      | Roush Fenway Racing        |
| 5     | 77  | Ron Hornaday Jr. | Chevrolet | Kevin Harvick Incorporated |
| 6     | 20  | Aric Almirola    | Chevrolet | Joe Gibbs Racing           |
| 7     | 29  | Scott Wimmer     | Chevrolet | Richard Childress Racing   |
| 8     | 42  | Kevin Hamlin     | Dodge     | Chip Ganassi Racing        |
| 9     | 10  | Mike Bliss       | Toyota    | Braun Racing               |
| 10    | 88  | Brad Keselowski  | Chevrolet | JR Motorsports             |

### NAPA Auto Parts 200 – Montreal, Kanada
Das 23. Rennen der Saison fand am 4. August 2007 auf dem Circuit Gilles-Villeneuve in Montreal, Kanada statt. Es war das erste Rennen der Busch Series in Kanada.
Top 10 Platzierungen:
| Platz | Nr. | Fahrer             | Automarke | Team                             |
| ----- | --- | ------------------ | --------- | -------------------------------- |
| 1     | 21  | Kevin Harvick      | Chevrolet | Richard Childress Racing         |
| 2     | 22  | Patrick Carpentier | Dodge     | Fitz Motorsports                 |
| 3     | 1   | Massimiliano Papis | Chevrolet | Phoenix Racing                   |
| 4     | 33  | Ron Fellows        | Chevrolet | Kevin Harvick Incorporated       |
| 5     | 90  | Stephen Leicht     | Ford      | Yates/Newman/Haas/Lanigan Racing |
| 6     | 14  | Kyle Krisiloff     | Ford      | Yates/Newman/Haas/Lanigan Racing |
| 7     | 59  | Marcos Ambrose     | Ford      | Wood Brothers/JTG Racing         |
| 8     | 18  | Brad Coleman       | Chevrolet | Joe Gibbs Racing                 |
| 9     | 99  | David Reutimann    | Toyota    | Michael Waltrip Racing           |
| 10    | 29  | Jeff Burton        | Chevrolet | Richard Childress Racing         |

### Zippo 200 at The Glen – Watkins Glen, New York
Das 24. Rennen der Saison fand am 11. August 2007 auf Watkins Glen International bei Watkins Glen, New York statt.
Top 10 Platzierungen:
| Platz | Nr. | Fahrer        | Automarke | Team                        |
| ----- | --- | ------------- | --------- | --------------------------- |
| 1     | 21  | Kevin Harvick | Chevrolet | Richard Childress Racing    |
| 2     | 29  | Jeff Burton   | Chevrolet | Richard Childress Racing    |
| 3     | 39  | Kurt Busch    | Dodge     | Penske Racing               |
| 4     | 15  | Paul Menard   | Chevrolet | Dale Earnhardt Incorporated |
| 5     | 18  | Brad Coleman  | Chevrolet | Joe Gibbs Racing            |
| 6     | 17  | Matt Kenseth  | Ford      | Roush Fenway Racing         |
| 7     | 77  | Bobby Labonte | Chevrolet | Kevin Harvick Incorporated  |
| 8     | 5   | Casey Mears   | Chevrolet | Hendrick Motorsports        |
| 9     | 47  | Andy Lally    | Ford      | Wood Brothers/JTG Racing    |
| 10    | 12  | Ryan Newman   | Dodge     | Penske Racing               |

### Carfax 250 – Brooklyn, Michigan
Das 25. Rennen der Saison findet am 18. August 2007 auf dem Michigan International Speedway in Brooklyn, Michigan statt.
- Pole Position: Greg Biffle
- Rennlänge: 125 Runden, 250 Meilen (402,33 Kilometer)
- Meister Führungsrunden: Denny Hamlin – 69
- Fahrer, die sich nicht für das Rennen qualifizierten: Ron Young (#71), Eric McClure (#0)

Top 10 Platzierungen:
| Platz | Nr. | Fahrer        | Automarke | Team                        |
| ----- | --- | ------------- | --------- | --------------------------- |
| 1     | 20  | Denny Hamlin  | Chevrolet | Joe Gibbs Racing            |
| 2     | 17  | Matt Kenseth  | Ford      | Roush Fenway Racing         |
| 3     | 21  | Kevin Harvick | Chevrolet | Richard Childress Racing    |
| 4     | 29  | Jeff Burton   | Chevrolet | Richard Childress Racing    |
| 5     | 16  | Greg Biffle   | Ford      | Roush Fenway Racing         |
| 6     | 10  | Brian Vickers | Toyota    | Braun Racing                |
| 7     | 15  | Paul Menard   | Chevrolet | Dale Earnhardt Incorporated |
| 8     | 03  | Todd Bodine   | Toyota    | Germain Racing              |
| 9     | 24  | Casey Mears   | Chevrolet | Hendrick Motorsports        |
| 10    | 2   | Clint Bowyer  | Chevrolet | Richard Childress Racing    |

### Food City 250 – Bristol, Tennessee
Das 26. Rennen der Saison findet am 24. August 2007 auf dem Bristol Motor Speedway in Bristol, Tennessee statt.
- Pole Position: Jason Leffler
- Rennlänge: 250 Runden, 132,5 Meilen (213,23 Kilometer)
- Meister Führungsrunden: Jason Leffler – 82
- Fahrer, die sich nicht qualifizierten: Derrike Cope (#49), Brad Teague (#54)

Es war das erste Rennen auf dem neuen Streckenbelag in Bristol. Kasey Kahne gewann zum zweiten Mal in der Busch Series Saison 2007.
Top 10 Platzierungen:
| Platz | Nr. | Fahrer          | Automarke | Team                         |
| ----- | --- | --------------- | --------- | ---------------------------- |
| 1     | 9   | Kasey Kahne     | Dodge     | Gillett Evernham Motorsports |
| 2     | 38  | Jason Leffler   | Toyota    | Braun Racing                 |
| 3     | 99  | David Reutimann | Toyota    | Michael Waltrip Racing       |
| 4     | 5   | Kyle Busch      | Chevrolet | Hendrick Motorsports         |
| 5     | 21  | Scott Wimmer    | Chevrolet | Richard Childress Racing     |
| 6     | 6   | David Ragan     | Ford      | Roush Fenway Racing          |
| 7     | 88  | Brad Keselowski | Chevrolet | JR Motorsports               |
| 8     | 2   | Clint Bowyer    | Chevrolet | Richard Childress Racing     |
| 9     | 26  | Jamie McMurray  | Ford      | Roush Fenway Racing          |
| 10    | 20  | Aric Almirola   | Chevrolet | Joe Gibbs Racing             |

### Camping World 300 – Fontana, Kalifornien
Das 27. Rennen der Saison fand am 1. September 2007 auf dem California Speedway in Fontana, Kalifornien statt.
Top 10 Platzierungen:
| Platz | Nr. | Fahrer         | Automarke | Team                         |
| ----- | --- | -------------- | --------- | ---------------------------- |
| 1     | 29  | Jeff Burton    | Chevrolet | Richard Childress Racing     |
| 2     | 5   | Kyle Busch     | Chevrolet | Hendrick Motorsports         |
| 3     | 20  | Denny Hamlin   | Chevrolet | Joe Gibbs Racing             |
| 4     | 48  | Jimmie Johnson | Chevrolet | Hendrick Motorsports         |
| 5     | 21  | Clint Bowyer   | Chevrolet | Richard Childress Racing     |
| 6     | 9   | Kasey Kahne    | Dodge     | Gillett Evernham Motorsports |
| 7     | 33  | Kevin Harvick  | Chevrolet | Kevin Harvick Incorporated   |
| 8     | 26  | Jamie McMurray | Ford      | Roush Fenway Racing          |
| 9     | 22  | Robby Gordon   | Dodge     | Fitz Motorsports             |
| 10    | 6   | David Ragan    | Ford      | Roush Fenway Racing          |

### Emerson Radio 250 – Richmond, Virginia
Das 28. Rennen der Saison fand am 7. September 2007 auf dem Richmond International Raceway in Richmond, Virginia statt.
Fahrer, die sich nicht qualifizierten: Eric McClure (#0), Morgan Shepherd (#89)
Top 10 Platzierungen:
| Platz | Nr. | Fahrer        | Automarke | Team                         |
| ----- | --- | ------------- | --------- | ---------------------------- |
| 1     | 5   | Kyle Busch    | Chevrolet | Hendrick Motorsports         |
| 2     | 60  | Carl Edwards  | Ford      | Roush Fenway Racing          |
| 3     | 12  | Ryan Newman   | Dodge     | Penske Racing                |
| 4     | 17  | Matt Kenseth  | Ford      | Roush Fenway Racing          |
| 5     | 22  | Mike Bliss    | Dodge     | Fitz Motorsports             |
| 6     | 10  | Brian Vickers | Toyota    | Braun Racing                 |
| 7     | 20  | Denny Hamlin  | Chevrolet | Joe Gibbs Racing             |
| 8     | 29  | Scott Wimmer  | Chevrolet | Richard Childress Racing     |
| 9     | 9   | Kasey Kahne   | Dodge     | Gillett Evernham Motorsports |
| 10    | 11  | Jason Keller  | Chevrolet | CJM Racing                   |

### RoadLoans.com 200 – Dover, Delaware
Das 29. Rennen der Saison, das RoadLoans.com 200, fand am 22. September 2007 auf dem Dover International Speedway in Dover, Delaware statt.
Top 10 Platzierungen:
| Platz | Nr. | Fahrer              | Automarke | Team                   |
| ----- | --- | ------------------- | --------- | ---------------------- |
| 1     | 20  | Denny Hamlin        | Chevrolet | Joe Gibbs Racing       |
| 2     | 8   | Martin Truex junior | Chevrolet | Dale Earnhardt Inc.    |
| 3     | 17  | Matt Kenseth        | Ford      | Roush Fenway Racing    |
| 4     | 22  | Mike Bliss          | Dodge     | Fitz Motorsports       |
| 5     | 41  | Reed Sorenson       | Dodge     | Chip Ganassi Racing    |
| 6     | 60  | Carl Edwards        | Ford      | Roush Fenway Racing    |
| 7     | 88  | Brad Keselowski     | Chevrolet | JR Motorsports         |
| 8     | 11  | Jason Keller        | Chevrolet | CJM Racing             |
| 9     | 16  | Greg Biffle         | Ford      | Roush Fenway Racing    |
| 10    | 99  | David Reutimann     | Toyota    | Michael Waltrip Racing |

### Yellow Transportation 300 – Kansas City, Kansas
Das 30. Rennen der Saison fand am 29. September 2007 auf dem Kansas Speedway in Kansas City, Kansas statt.
Fahrer, die sich nicht für das Rennen qualifizierten: Jennifer Jo Cobb (#44), Morgan Shepherd (#89)
Top 10 Platzierungen:
| Platz | Nr. | Fahrer         | Automarke | Team                     |
| ----- | --- | -------------- | --------- | ------------------------ |
| 1     | 5   | Kyle Busch     | Chevrolet | Hendrick Motorsports     |
| 2     | 17  | Matt Kenseth   | Ford      | Roush Fenway Racing      |
| 3     | 24  | Casey Mears    | Chevrolet | Hendrick Motorsports     |
| 4     | 2   | Clint Bowyer   | Chevrolet | Richard Childress Racing |
| 5     | 26  | Jamie McMurray | Ford      | Roush Fenway Racing      |
| 6     | 20  | Denny Hamlin   | Chevrolet | Joe Gibbs Racing         |
| 7     | 15  | Paul Menard    | Chevrolet | Dale Earnhardt Inc.      |
| 8     | 29  | Jeff Burton    | Chevrolet | Richard Childress Racing |
| 9     | 10  | Brian Vickers  | Toyota    | Braun Racing             |
| 10    | 16  | Greg Biffle    | Ford      | Roush Fenway Racing      |

### Dollar General 300 – Concord, North Carolina
Das 31. Rennen der Saison fand am 12. Oktober 2007 auf dem Lowe’s Motor Speedway in Concord, North Carolina statt.
Fahrer, die sich nicht qualifizierten: Eric McClure (#0), Travis Kittleson (#61), D. J. Kennington (#72)
Top 10 Platzierungen:
| Platz | Nr. | Fahrer                | Automarke | Team                       |
| ----- | --- | --------------------- | --------- | -------------------------- |
| 1     | 29  | Jeff Burton           | Chevrolet | Richard Childress Racing   |
| 2     | 5   | Kyle Busch            | Chevrolet | Hendrick Motorsports       |
| 3     | 8   | Dale Earnhardt junior | Chevrolet | Dale Earnhardt, Inc.       |
| 4     | 18  | Aric Almirola         | Chevrolet | Joe Gibbs Racing           |
| 5     | 20  | Denny Hamlin          | Chevrolet | Joe Gibbs Racing           |
| 6     | 6   | David Ragan           | Ford      | Roush Fenway Racing        |
| 7     | 55  | Robby Gordon          | Ford      | Robby Gordon Motorsports   |
| 8     | 2   | Clint Bowyer          | Chevrolet | Richard Childress Racing   |
| 9     | 47  | Kelly Bires           | Ford      | Wood Brothers/JTG Racing   |
| 10    | 33  | Kevin Harvick         | Chevrolet | Kevin Harvick Incorporated |

### Sam’s Town 250 – Memphis, Tennessee
Das 32. Rennen der Saison, Sam’s Town 250, fand am 27. Oktober 2007 im Memphis Motorsports Park in Memphis, Tennessee statt.
Fahrer, die sich nicht qualifizierten: Kertus Davis (#01), Carl Long (#54), Morgan Shepherd (#89), Marc Mitchell (#12), Mike Harmon (#44), Chris Lawson (#52)
Top 10 Platzierungen:
| Platz | Nr. | Fahrer               | Automarke | Team                     |
| ----- | --- | -------------------- | --------- | ------------------------ |
| 1     | 99  | David Reutimann      | Toyota    | Michael Waltrip Racing   |
| 2     | 22  | Mike Bliss           | Dodge     | Fitz Motorsports         |
| 3     | 6   | David Ragan (R)      | Ford      | Roush Fenway Racing      |
| 4     | 59  | Marcos Ambrose (R)   | Ford      | Wood Brothers/JTG Racing |
| 5     | 38  | Jason Leffler        | Toyota    | Braun Racing             |
| 6     | 29  | Scott Wimmer         | Chevrolet | Richard Childress Racing |
| 7     | 26  | Jamie McMurray       | Ford      | Roush Fenway Racing      |
| 8     | 11  | Jason Keller         | Chevrolet | CJM Racing               |
| 9     | 88  | Brad Keselowski      | Chevrolet | JR Motorsports           |
| 10    | 33  | Brian Keselowski (R) | Chevrolet | Jay Robinson Racing      |

### O’Reilly Challenge – Fort Worth, Texas
Das 33. Rennen der Saison, die O’Reilly Challenge, fand am 3. November 2007 auf dem Texas Motor Speedway in Fort Worth, Texas statt. Mit diesem Rennen sicherte sich Carl Edwards den Busch-Series-Titel 2007. David Reutimann, der von der Pole-Position startete und noch eine sehr geringe Chance hatte den Titel zu gewinnen, hielt sich in der Anfangsphase in den Top 3, fiel dann aber aufgrund eines Reifenschadens zurück und beendete das Rennen mit einer Runde Rückstand. Für Kevin Harvick war es der sechste Sieg der Saison.
Fahrer, die sich nicht qualifizierten: Brett Rowe (#05), Mike Harmon (#44), D. J. Kennington (#72)
Top 10 Platzierungen:
| Platz | Nr. | Fahrer          | Automarke | Team                       |
| ----- | --- | --------------- | --------- | -------------------------- |
| 1     | 21  | Kevin Harvick   | Chevrolet | Richard Childress Racing   |
| 2     | 5   | Kyle Busch      | Chevrolet | Hendrick Motorsports       |
| 3     | 20  | Denny Hamlin    | Chevrolet | Joe Gibbs Racing           |
| 4     | 2   | Clint Bowyer    | Chevrolet | Richard Childress Racing   |
| 5     | 17  | Matt Kenseth    | Ford      | Roush Fenway Racing        |
| 6     | 88  | Brad Keselowski | Chevrolet | JR Motorsports             |
| 7     | 20  | Tony Stewart    | Chevrolet | Kevin Harvick Incorporated |
| 8     | 29  | Jeff Burton     | Chevrolet | Richard Childress Racing   |
| 9     | 33  | Tony Raines     | Chevrolet | Kevin Harvick Incorporated |
| 10    | 90  | Stephen Leicht  | Ford      | Robert Yates Racing        |

### Arizona.Travel 200 – Avondale, Nevada
Das Arizona.Travel 200, das 34. Rennen der Saison fand am 10. November 2007 auf dem Phoenix International Raceway in Avondale, Arizona statt.
Fahrer, die sich nicht qualifizierten: Eric McClure (#0), Brian Pannone (#34), Jennifer Jo Cobb (#44), Morgan Shepherd (#89)
Top 10 Platzierungen:
| Platz | Nr. | Fahrer           | Automarke | Team                         |
| ----- | --- | ---------------- | --------- | ---------------------------- |
| 1     | 5   | Kyle Busch       | Chevrolet | Hendrick Motorsports         |
| 2     | 17  | Matt Kenseth     | Ford      | Roush Fenway Racing          |
| 3     | 2   | Clint Bowyer     | Chevrolet | Richard Childress Racing     |
| 4     | 29  | Scott Wimmer     | Chevrolet | Richard Childress Racing     |
| 5     | 21  | Kevin Harvick    | Chevrolet | Richard Childress Racing     |
| 6     | 9   | Kasey Kahne      | Dodge     | Gillett Evernham Motorsports |
| 7     | 60  | Carl Edwards     | Ford      | Roush Fenway Racing          |
| 8     | 38  | Jason Leffler    | Toyota    | Braun Racing                 |
| 9     | 26  | Jamie McMurray   | Ford      | Roush Fenway Racing          |
| 10    | 77  | Ron Hornaday Jr. | Chevrolet | Kevin Harvick Incorporated   |

### Ford 300 – Homestead, Florida
Das Ford 300, das 35. und letzte Rennen der Saison fand am 17. November 2007 auf dem Homestead-Miami Speedway in Homestead, Florida statt.
- Pole Position: David Ragan
- Sieger: Jeff Burton
- Meiste Führungsrunden: Kevin Harvick – 84
- Rennlänge: 200 Runden, 300 Meilen (482,80 Kilometer)

Die Meisterschaft in der Fahrerwertung war bereits vor dem Rennen entschieden. Die „Owner Points“-Wertung (Autowertung) war auch beinahe entschieden. Jeff Burton, der die Startnummer 29 fuhr, musste nur den Motor starten und somit offiziell am Rennen teilnehmen, um sich den Titel zu sichern. Der einzige interessante Punktekampf im letzten Rennen der Saison war der um Rang zehn der Gesamtwertung, da nur die besten zehn an der offiziellen Preisverleihung im Dezember teilnehmen. Matt Kenseth und Mike Wallace kämpfen um diese Position. Ungefähr zur Rennhalbzeit drehte sich Kenseth, was ihm einen Rundenrückstand einbrachte, doch durch gute Strageterie und viel Glück gelang es ihm wieder nach vorne zu kommen und das Rennen auf dem dritten Platz zu beenden. Das brachte Kenseth den zehnten Platz in der Gesamtwertung.
Jeff Burton gewann zum fünften Mal in der Saison 2007. Zweiter wurde der siegreichste Fahrer der Busch Series, Mark Martin, der einen seiner drei Starts für Hendrick Motorsports machte. Der von der Pole-Position gestartete David Ragan drehte sich bei seinem letzten planmäßigen Boxenstopp in der Boxeneinfahrt und beendete das Rennen auf Platz 33.
Top-10 Platzierungen:
| Platz | Nr. | Fahrer             | Automarke | Team                       |
| ----- | --- | ------------------ | --------- | -------------------------- |
| 1     | 29  | Jeff Burton        | Chevrolet | Richard Childress Racing   |
| 2     | 01  | Mark Martin        | Chevrolet | Dale Earnhardt, Inc.       |
| 3     | 17  | Matt Kenseth       | Ford      | Roush Fenway Racing        |
| 4     | 60  | Carl Edwards       | Ford      | Roush Fenway Racing        |
| 5     | 90  | Stephen Leicht     | Ford      | Yates Racing               |
| 6     | 16  | Greg Biffle        | Ford      | Roush Fenway Racing        |
| 7     | 33  | Tony Raines        | Chevrolet | Kevin Harvick Incorporated |
| 8     | 35  | Bobby Hamilton jr. | Ford      | Team Rensi Motorsports     |
| 9     | 2   | Clint Bowyer       | Chevrolet | Richard Childress Racing   |
| 10    | 59  | Marcos Ambrose     | Ford      | Wood Brothers/JTG Racing   |